# Rockismo

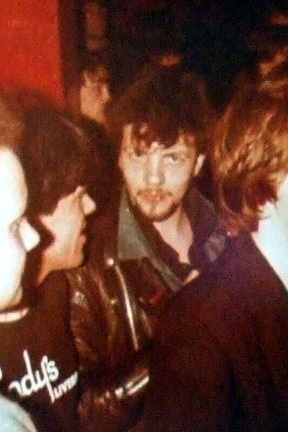
Pete Wylie

Il rockismo (dall'inglese rockism) è l'adorazione di certe espressioni di musica rock, fra cui il rock 'n' roll e il punk rock, che si traduce in pregiudizi negativi verso ogni espressione musicale concepita per generare entusiasmo di massa. Il termine, coniato nel 1981 dal musicista Pete Wylie, si contrappone a quello di poptimism, che indica la credenza secondo cui la musica pop è degna di essere considerata con la stessa serietà della musica rock.

## Teorie sul rockismo
Diversi critici e giornalisti hanno dedicato degli articoli al fenomeno. L'ex giornalista di NME Paul Morley ricorda che: "Se (...) hai pigramente pensato che i Pink Floyd fossero automaticamente migliori dei Gang of Four, e che la buona musica si fosse fermata con il punk, tu sei un rockista e ti stavi sbagliando." Lo scrittore Ned Raggett ha osservato che "qualsiasi cosa che coinvolge la parola (rockismo) sembra impantanarsi o essere smembrato in modi che impediscono che vi sia consenso." Robert Loss di PopMatters ha scritto che "il termine 'tradizionalismo' descrive il controllo del presente con il passato, rendendolo una parola migliore di rockismo". Il critico del design e musicista indie pop Nick Currie ha paragonato il rockismo al movimento artistico dello Stucchismo, secondo cui gli artisti che non dipingono o scolpiscono non sono veri artisti. Il giornalista Kelefa Sanneh, sostiene che il rockismo significa "idolatrare la leggenda autentica (o l'eroe underground) facendosi beffe della popstar di turno, celebrare il punk e tollerare a stento la disco, amare gli spettacoli dal vivo e odiare i video musicali."